# 崔光远
崔光远（？—761年），滑州灵昌县（今河南省安阳市滑县）人，祖籍博陵郡安平县（今河北省衡水市安平县），出自博陵崔氏的博陵第三房，唐朝官员。
祖父崔敬嗣在武则天时曾任房州刺史。崔悦之子，史稱“虽无学术，颇有祖风，勇决任气”，开元末年为蜀州唐安令，与杨国忠是赌友，官职累迁至左赞善大夫。天宝十一载（752年），京兆尹鲜于仲通推举崔光远为长安令。十四载（755年），迁任京兆少尹，同年吐蕃赞普去世，出使吐蕃吊祭。十五载五月，出使回来，安史之乱爆发，唐玄宗逃往四川成都，下诏留光远为京兆尹、兼御史中丞，充西京留守采访使。安禄山进入长安后，任命他继续任京兆尹。八月，回纥同罗部与安禄山军发生内讧，崔光远乘机逃离长安，前往灵武拜见唐肃宗。唐肃宗大悦，擢拜他御史大夫，仍然兼任京兆尹，派他去渭北召集归顺官吏。
唐军收复长安后，崔光远以功拜为特进，行礼部尚书，封鄴国公，食实封三百户。乾元元年（758年），兼御史大夫。五月，为河南节度使。八月，代张镐为汴州刺史，兼本州防御使。十二月，代萧华为魏州刺史，充魏州节度使。受安军离间，冤杀手下善战勇将李处崟，守不住魏州城，连夜突围过河跑回京城，肃宗以他是功臣，不之罪，除太子少保。
襄州将士康楚元、张嘉延率众为乱，攻陷荆、襄、澧、朗等州，唐朝廷以光远兼御史大夫，持节荆襄招讨，仍充山南东道处置兵马都使，率军围剿。乾元三年，除凤翔尹，充本府及秦陇观察使。崔光远在任时好玩樗蒲赌酒，将军国大事放置不理，境内土贼郭愔等勾结党项人及奴剌人、突厥人，掳掠州县，杀死监军使，围攻黄戍。唐肃宗将他召还，以李鼎代替。
上元二年（761年）四月，东川节度使李奂奏请撤换剑南节度使段子璋，由此招来段子璋报复，段子璋举兵反唐，袭李奂于绵州，唐朝廷以崔光远继任剑南节度使，兼成都尹，仍兼御史大夫。同年五月，崔光远率部將花敬定協助李奂攻克绵州，擒杀段子璋。花敬定卻纵兵大肆掳掠，妇女有金银臂钏，兵士皆砍断其手腕掠夺财物，殘殺了數千人。崔光远由于不能禁止，唐肅宗以高適代崔光遠為節度使，并将崔光遠下獄，卒於獄中。子崔千齡、崔搆、成都少尹崔據。

## 家世
- 高祖：崔咸
- 曾祖：崔表
- 祖父：崔敬嗣，卒于证圣元年（695年），长子悦，次子协。
- 父亲：崔悦
- 叔父：崔协